# Novafrontina
Genre
Novafrontina est un genre d'araignées aranéomorphes de la famille des Linyphiidae.

## Distribution
Les espèces de ce genre se rencontrent en Amérique du Sud et en Amérique centrale.

## Liste des espèces
Selon World Spider Catalog (version 16.5, 6/11/2015) :
- Novafrontina bipunctata (Keyserling, 1886)
- Novafrontina patens Millidge, 1991
- Novafrontina uncata (F. O. Pickard-Cambridge, 1902)

## Publication originale
- Millidge, 1991 : Further linyphiid spiders (Araneae) from South America. Bulletin of the American Museum of Natural History, no 205, p. 1-199 (texte intégral).